# Hans A. Seck
Hans Adolf Seck (* 4. Dezember 1935 in Köln; † 8. Februar 2016) war ein deutscher Mineraloge und Petrograph und Hochschullehrer an der Universität zu Köln. 
Seck studierte nach dem Abitur in Köln-Deutz ab 1956 Mineralogie an der Universität Köln und wurde dort 1962 bei Karl Jasmund promoviert mit einer Dissertation über geochemische Untersuchungen der vulkanitischen Ganggesteine im Gebiet Laacher See. Als Post-Doktorand war er 1964 bis 1966 bei Orville Frank Tuttle an der Pennsylvania State University und der Stanford University. Dort wirkte er am Aufbau eines Labors für experimentelle Petrologie bei hohen Drucken und Temperaturen mit und baute ab 1966 in Köln ein ähnliches Labor auf (zunächst für hohe Temperaturen, dann auch hohe Drucke). Anfang der 1970er Jahre habilitierte er sich dort mit an seinem Labor angestellten Untersuchungen über Alkalifeldspat-Plagioklas-Systeme. Ab 1973 war er Professor in Köln. 2001 wurde er emeritiert, forschte aber weiter bis 2011 in Köln.
Ab 1976 war er an einem DFG-Schwerpunktprogramm zur Tiefentektonik des Rheinischen Schiefergebirges beteiligt und er begann ein langjähriges Forschungsprogramm zu Xenolithen der tiefen Erdkruste und des oberen Erdmantels unter der Eifel. In den 1980er Jahren stellte er ähnliche Untersuchungen mit russischen Wissenschaftlern im Baikal-Graben an und in den 1990er Jahren an Ophiolithen in Neufundland. Danach wandte er sich wieder experimenteller Petrologie zu (Teilaufschmelzung von Granuliten und Spurenelement-Verteilung in Silikatschmelzen).
Er war 1987 bis 1995 Fachgutachter der DFG für Petrologie und Mineralogie.
Bei der Deutschen Mineralogischen Gesellschaft war er stellvertretender Vorsitzender und von 1995 bis 1998 Vorsitzender, von 2002 bis 2007 war er ihr Schatzmeister. 2015 wurde er Ehrenmitglied der Deutschen Mineralogischen Gesellschaft. 
Er war verheiratet und hatte zwei Söhne.